# Avenida do Infante (Funchal)
A Avenida do Infante é um dos arruamentos mais conhecidos do Funchal, na Madeira. Começa na zona baixa da cidade, na rotunda com o mesmo nome, com um trecho de 390 metros com uma forte inclinação, prolonga-se por mais 500 metros planos e termina, após uma ligeira descida de 40 metros, pouco antes da Ponte do Ribeiro Seco, no início da Avenida Luís de Camões. Na parte plana da Avenida, esta faz ligação com a Rua Tenente-Coronel Sarmento através da Rua Infante Santo (construída em finais dos anos 1980, princípios de 1990).
A rua e a rotunda onde esta começa devem os seus nomes ao Infante D. Henrique, impulsionador dos Descobrimentos que tem uma estátua da autoria do escultor madeirense Francisco Franco na rotunda, onde começa a avenida.
A Avenida do Infante é uma das obras da intervenção urbanística do Estado Novo feita na cidade, durante o mandato de Fernão de Ornelas na presidência da Câmara Municipal (1935-1947). Através desta foi consumada a expansão da cidade para oeste, ligando a Avenida Arriaga à Estrada Monumental (estrada essa que segue a Ponte do Ribeiro Seco).

## Galeria de imagens

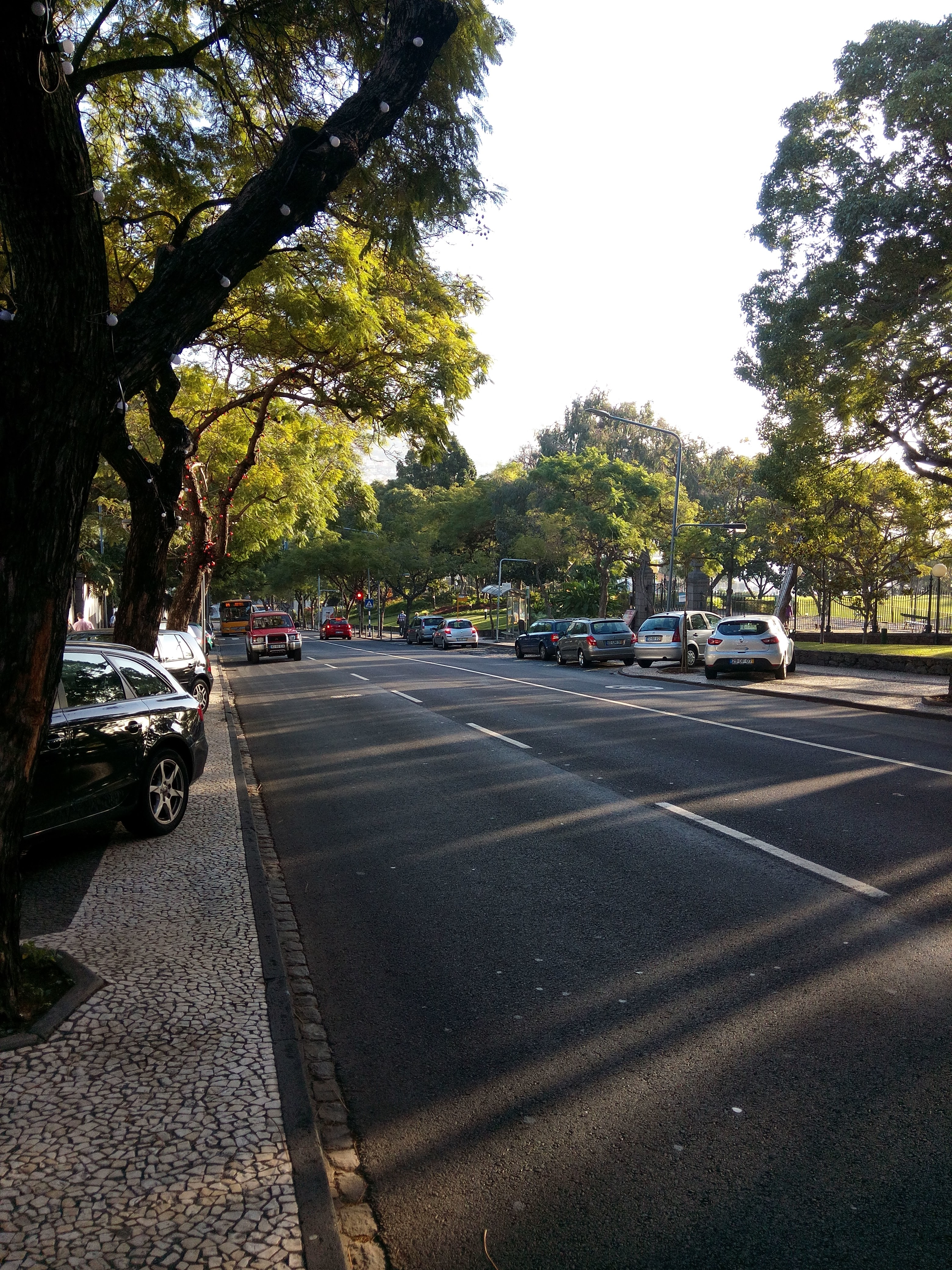
Parque de Santa Catarina à direita, ao fundo
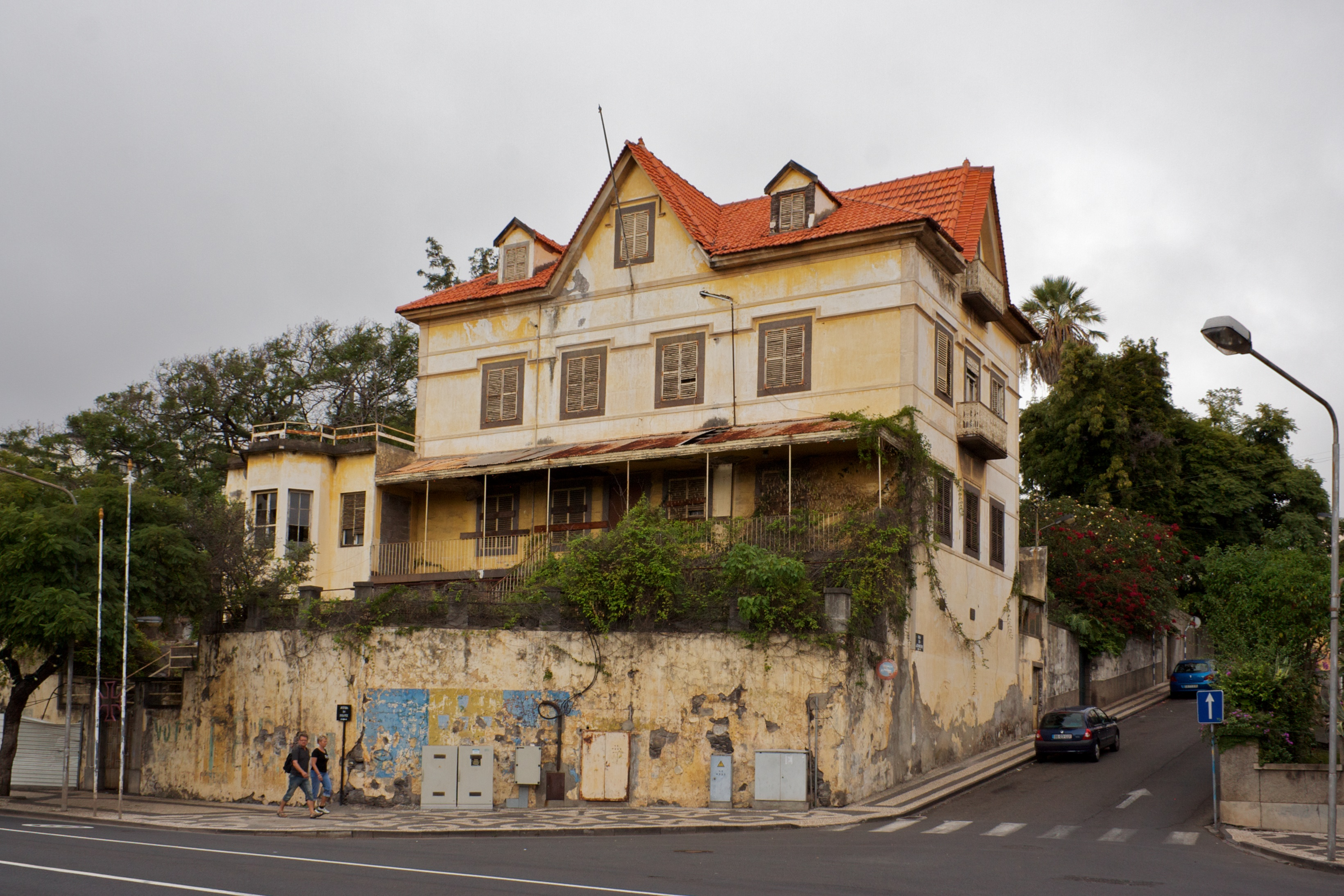
Antigo Hotel Victoria e começo da Rua do Jasmineiro
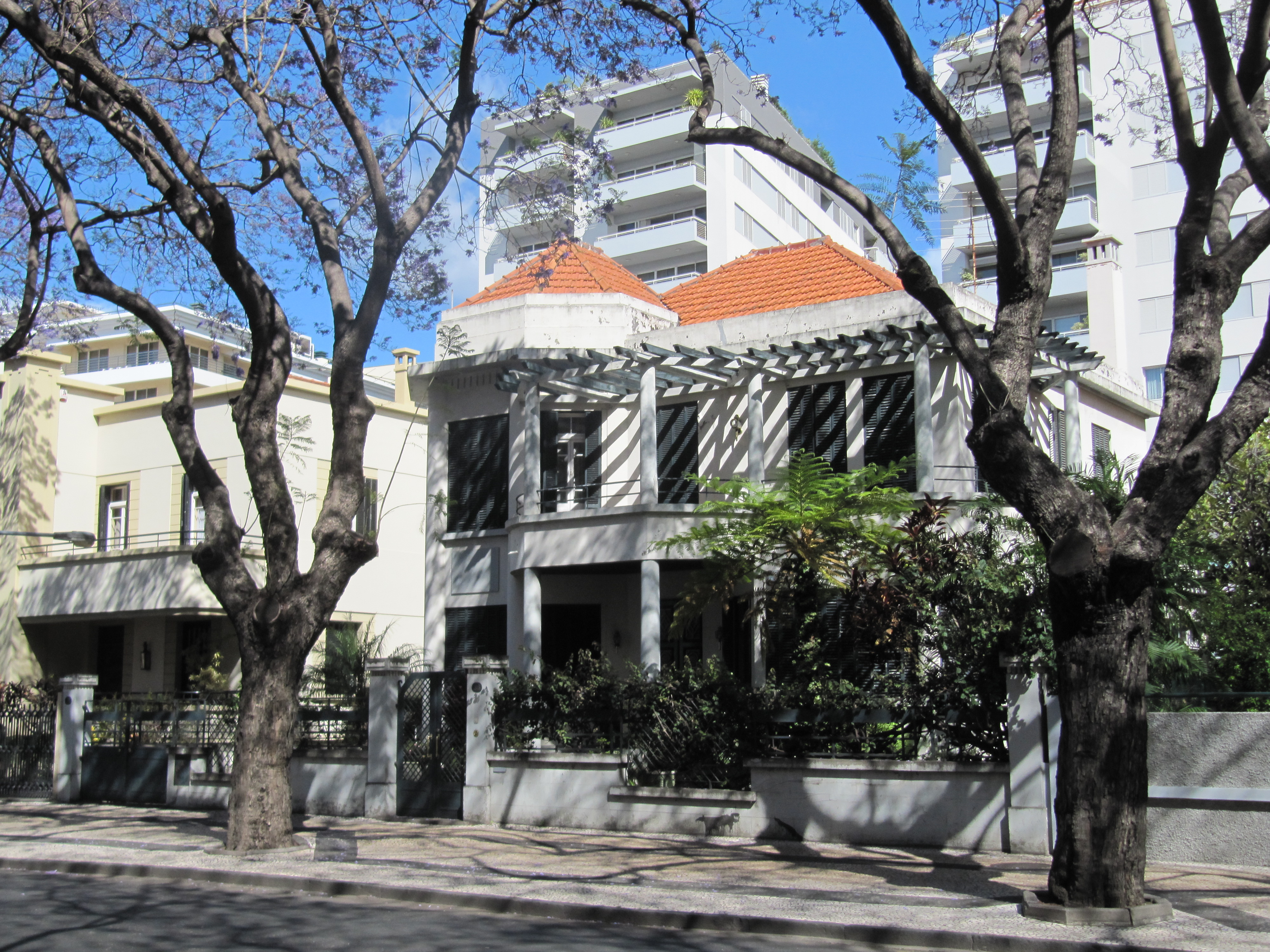
Moradias na Avenida do Infante
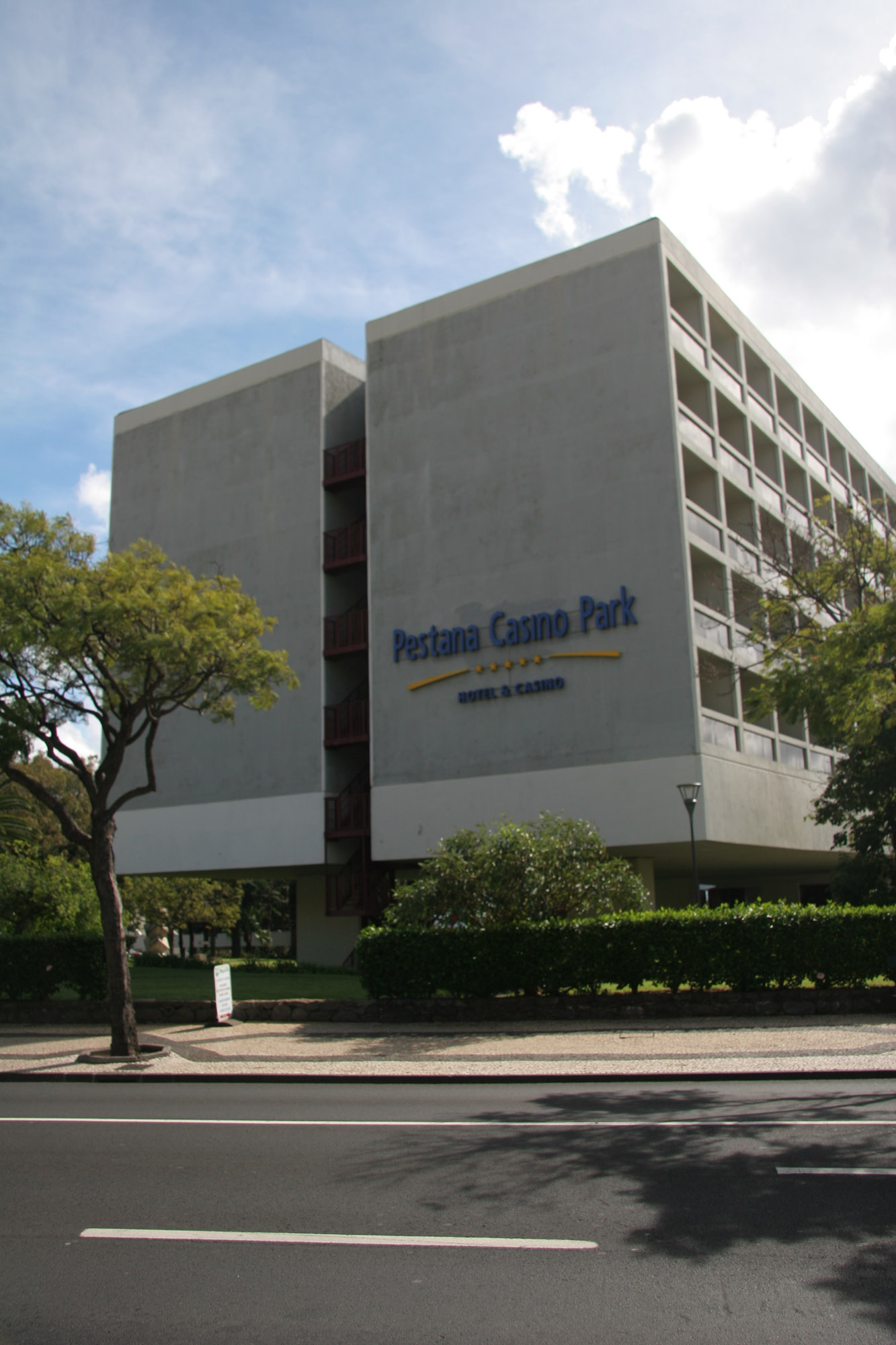
Hotel Pestana Casino Park na Avenida do Infante
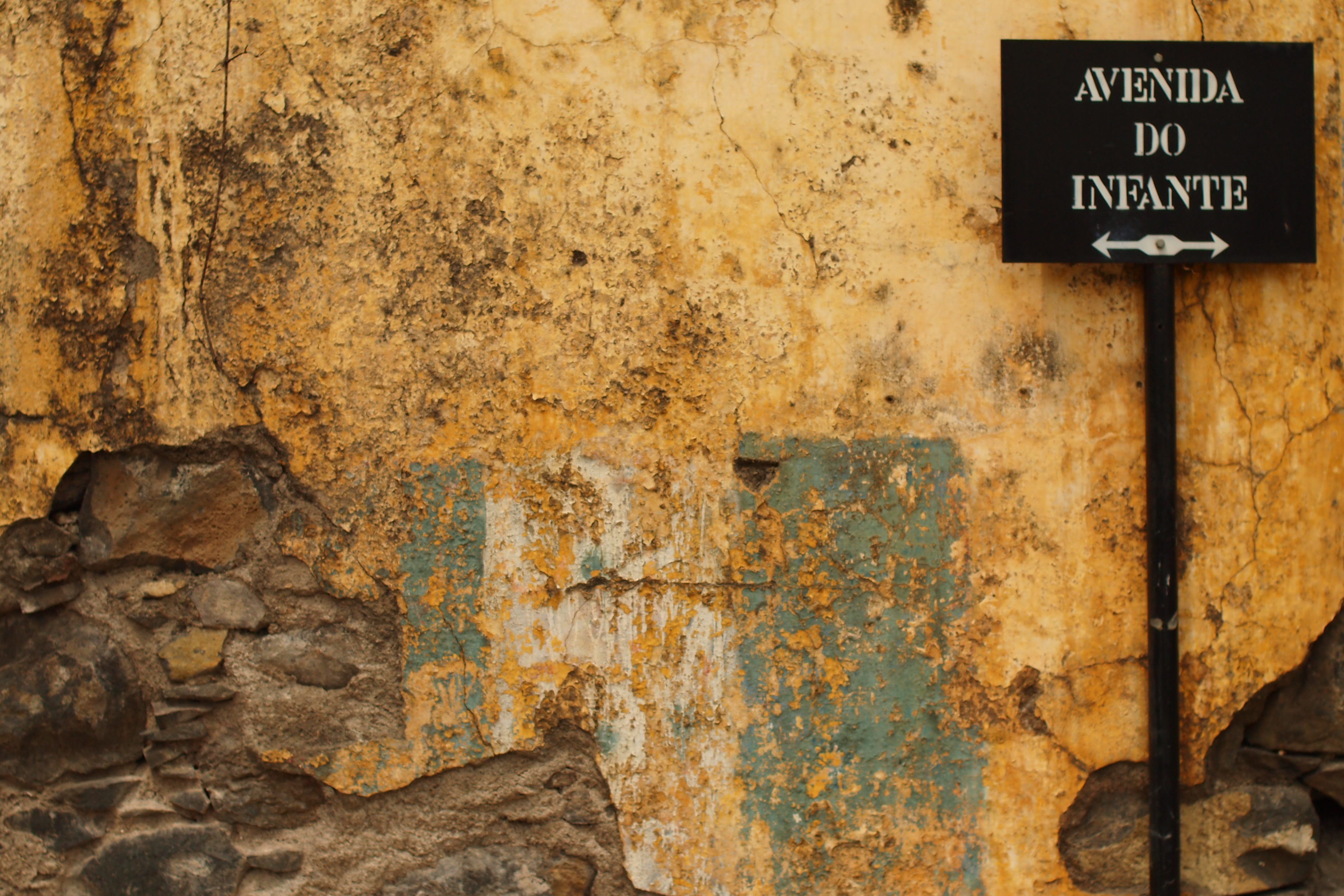
Placa toponímica da Avenida do Infante, perto do início da Rua do Jasmineiro
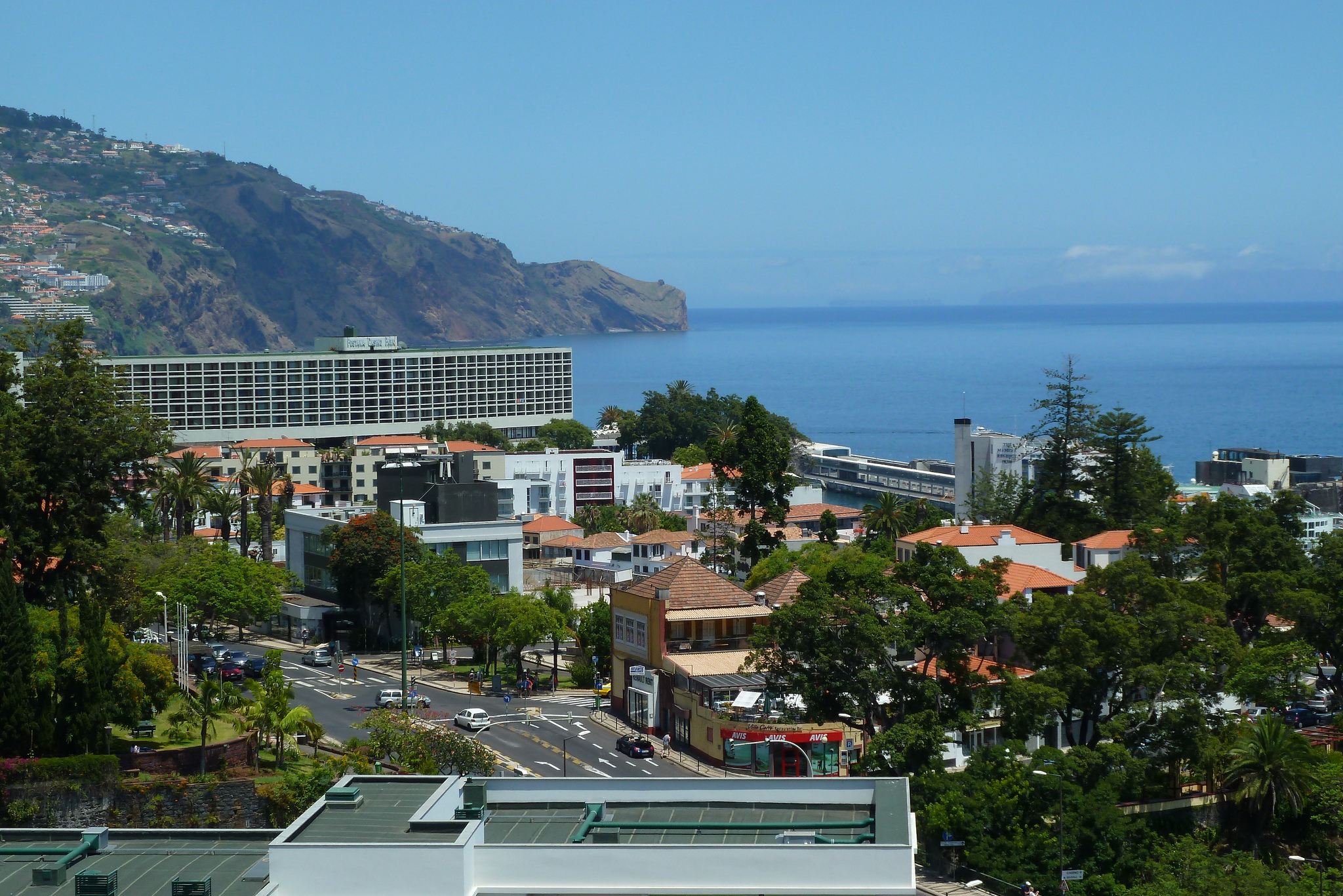
Vista da intersecção entre a Avenida do Infante, a Avenida Luís de Camões e a Ponte do Ribeiro Seco, do Hotel Enotel Quinta do Sol
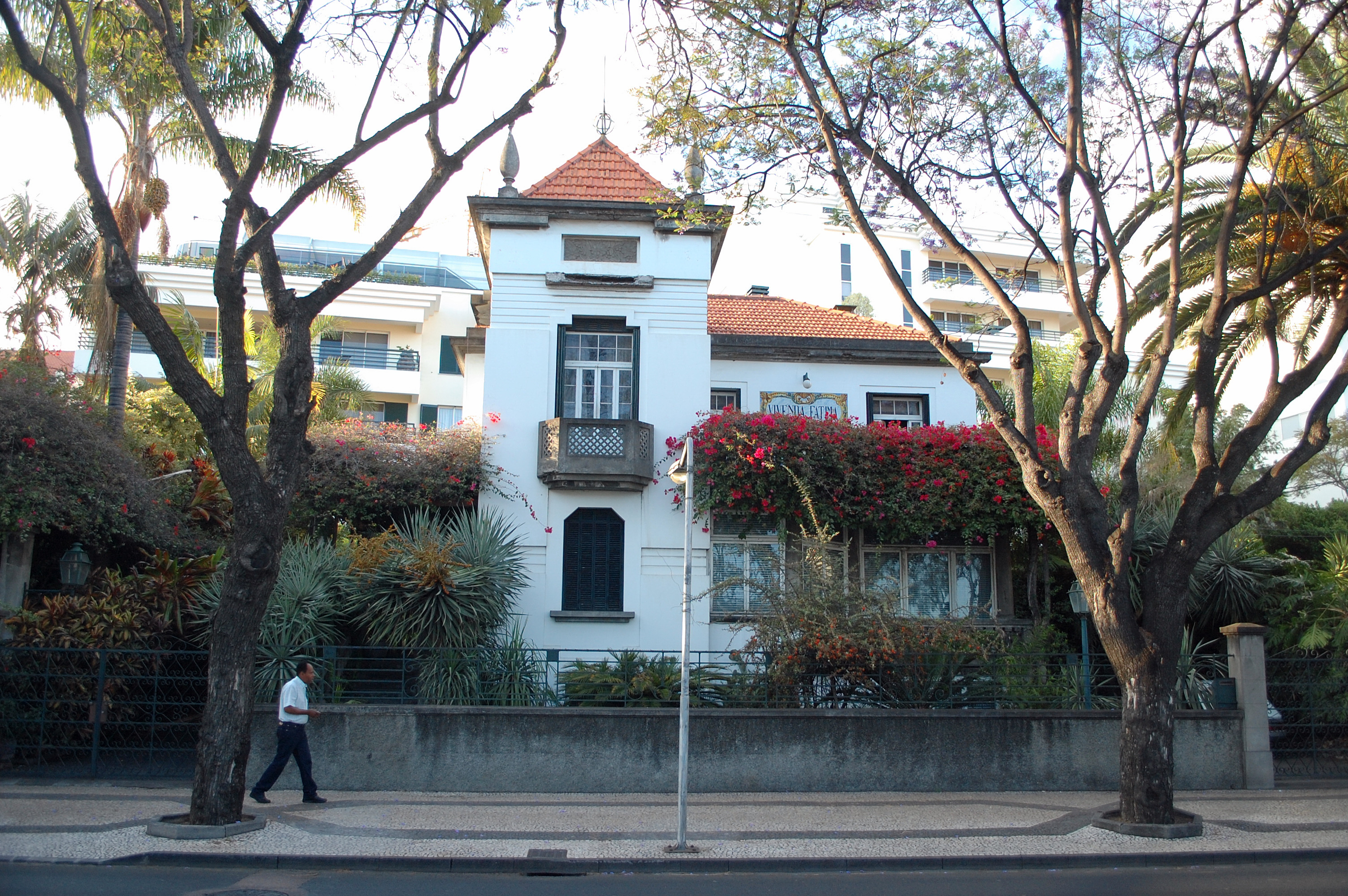
Vivenda Fátima, na Avenida do Infante. Projecto de Edmundo Tavares, construída em 1934. Estilo "português suave", típico do Estado Novo